# Sammy Lightfoot
Sammy Lightfoot est un jeu vidéo de plates-formes développé par Warren Schwader et publié par Sierra On-Line en 1983 sur Apple II avant d’être porté sur Atari 8-bit, Commodore 64, Commodore VIC-20 et ColecoVision. Le joueur contrôle un acrobate lors d’une audition dans un cirque. Pour la réussir, il doit lui faire traverser trois niveaux différents, dans un temps limité,. Dans le premier niveau, il doit sauter sur des plates-formes et des trampolines tout en évitant des ballons. Il doit ensuite éviter des ascenseurs, qui montent et qui descendent, pour ne pas se faire écraser avant de grimper sur un monte-charge puis sur un tapis roulant. Dans le troisième, il doit éviter des balles qui rebondissent de manière imprévisible tout en progressant sur des barres qui montent et qui descendent. Au terme des trois niveaux, le jeu recommence dans un niveau de difficulté supérieur, qui se caractérise par l’ajout d’obstacles supplémentaires par la nécessité de réalisé des figures plus complexe. Au total, le jeu propose 12 niveaux de difficulté.